# Mahalchhari
Mahalchhari è un sottodistretto (upazila) del Bangladesh situato nel distretto di Khagrachhari, divisione di Chittagong. Si estende su una superficie di 248,64 km² e conta una popolazione di  32.609 abitanti (dato censimento 1991).